# هافرهيل (نيوهامشير)
هافرهيل (بالإنجليزية: Haverhill, New Hampshire)‏ هي بلدة أمريكية تقع في الولايات المتحدة في مقاطعة غرافتون (نيوهامشير). يقدر عدد سكانها بـ 4,697 نسمة ومساحتها 135.0 كم2 وترتفع عن سطح البحر 195 متر.

## معرض صور

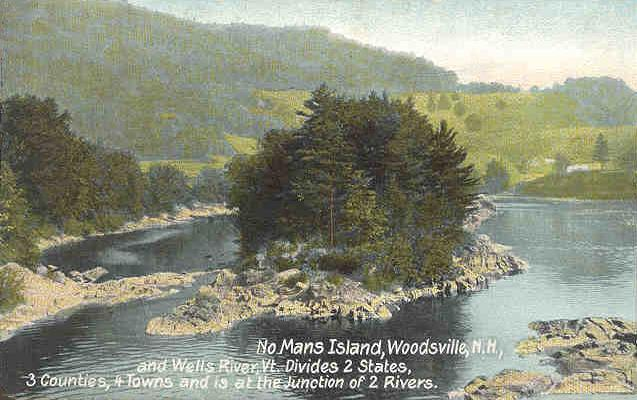
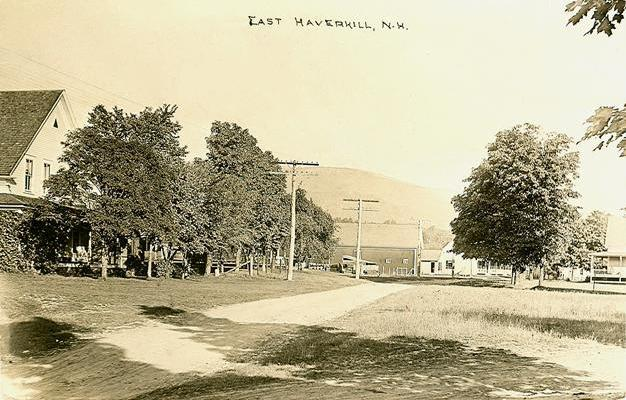
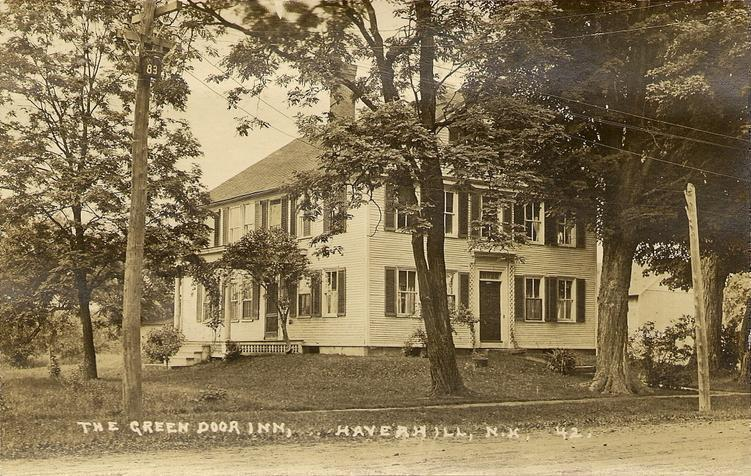
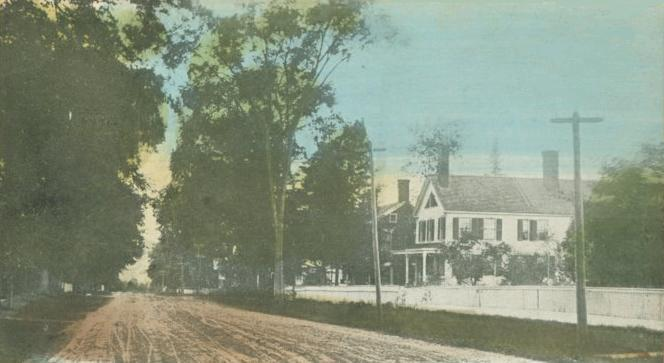

## أعلام
- جيمس أمبروز كاتينغ
- جون بيج
- جون كيمبل
- نواه ديفيس